# Élections constituantes de 1946 dans la Meuse
Les élections constituantes françaises de 1946 se tiennent le 2 juin. Ce sont les deuxièmes élections constituantes, après le rejet du projet de Constitution française du 19 avril 1946 lors du référendum du 5 mai.

## Mode de scrutin
L'assemblée constituante est composée de 586 sièges pourvus au scrutin proportionnel plurinominal suivant la règle de la plus forte moyenne dans chaque département, sans panachage ni vote préférentiel.
Dans le département de la Meuse, trois députés sont à élire.

## Élus
| Député sortant  | Parti | Parti | Député élu ou réélu | Parti | Parti |
| --------------- | ----- | ----- | ------------------- | ----- | ----- |
| Georges Fizaine |       | SFIO  | Georges Fizaine     |       | SFIO  |
| Jean Vuillaume  |       | MRP   | Jean Vuillaume      |       | MRP   |
| Louis Jacquinot |       | PRL   | Louis Jacquinot     |       | PRL   |

## Résultats

### Résultats à l'échelle du département
| Parti    | Parti    | Tête de liste   | Résultats | Résultats | Sièges |  |
| Parti    | Parti    | Tête de liste   | Voix      | %         |        |  |
| -------- | -------- | --------------- | --------- | --------- | ------ |  |
|          | PRL      | Louis Jacquinot | 25 936    | 28,26     | 1      |  |
|          | MRP      | Jean Vuillaume  | 25 366    | 27,64     | 1      |  |
|          | SFIO     | Georges Fizaine | 15 262    | 16,63     | 1      |  |
|          | PCF      | André Savard    | 14 984    | 16,33     | -      |  |
|          | RGR      | Gaston Thiébaut | 10 236    | 11,15     | -      |  |
|          |          |                 |           |           |        |  |
| Inscrits | Inscrits | Inscrits        | 116 059   | 100,00    | 3      |  |
| Votants  | Votants  | Votants         | 93 973    | 80,97     |        |  |
| Exprimés | Exprimés | Exprimés        | 91 784    | 97,67     |        |  |